# Ключ з глибини часу
Ключ з глибини часу (англ. Key Out of Time) — науково-фантастичний роман американської письменниці Андре Нортон, вперше опублікований 1963 року.
Четверта книга серії «Торгівці в часі»; фантастика про конфронтацію Заходу, Совєтів і Яйцеголових (іншопланетної раси з літаючими тарілками).

## Зміст
Агенти часу Росс Мердок і Гордон Еш прилітають з поселенцями на планету Гавайка, де переважає океан, щоб шукати останки з далекого минулого інопланетян Яйцеголових. Їм допомагають розумні дельфіни, з якими людина може спілкуватися. Вони встановлюють ворота часу, але шторм руйнує їх і закидає їх у невідомий час у минулому Гавайки.
Мердок дізнається від тубільця на ім'я Локет, що Гордона утримують у замку. Мердок і Локет були захоплені піратами Роверами, а потім приєдналися до них. Вони звільняють острів Роверів, який був спалений Яйцеголовими. Мердок переконує коаліцію тубільців, що Яйцеголові протиставляють їх одне одному.
Нарешті Мердок знаходить Еша в компанії розвинутої раси чарівників Фоан, яких, як виявляється, лише троє — останні представники їхньої раси. Фоани влаштували пастку для Яйцеголових, використовуючи свій замок як приманку, але маючи лише трьох осіб, вони не здатні перемогти всю атакуючу силу. Мердок і Еш погоджуються на процес, який подумки об’єднує їх із Фоанами, і в наступній битві з Яйцеголовими вони перемагають.
Під час останнього зіткнення Мердок телепортується на корабель Яйцеголових, схожий на той, що знайомий йому з подій описаних в «Занедбаний корабель», і встановлює курс до випадкового пункту призначення. Головні герої одночасно атакують головну базу Яйцеголових, і ті втікають з планети.